# 浜北平口サッカー場
浜北平口サッカー場（はまきたひらくちサッカーじょう）は、静岡県浜松市浜名区にあるサッカー場、スポーツ広場、他関係施設。
愛称:サーラグリーンフィールド。2013年4月1日開設。

## 概要
浜松市営としては初めてとなる人工芝サッカー場であり、ナイター設備も完備している。
日本サッカー協会が規定する県大会レベルの開催基準を満たすものとしては市内唯一のサッカー場である。
サッカー場に隣接して陸上用400mトラックを有するスポーツ広場があり、フットサルやグラウンドゴルフ、陸上の練習、運動会など体育活動の場合は原則無料で利用できる。
2019年1月8日、サーラコーポレーションが浜松市のネーミングライツパートナーとして命名権を取得し、同年4月1日から2024年3月31日までの5年間「サーラグリーンフィールド」の愛称となり、さらに契約更新により2029年3月31日までの5年間引き続き「サーラグリーンフィールド」の愛称となっている。

## 構成
- サッカー場
  - 面積:7140m2
  - 観覧席:屋根付き1,020席（車椅子用9席）
- スポーツ広場
  - 面積:10880m2
  - 観覧席:なし
- 管理棟
  - 2階建：選手控室、審判室、医務室、大会本部室兼会議室、トイレ、器具庫
- 照明塔
  - サッカー場4塔（全灯200ルクス）、スポーツ広場8塔（全灯100ルクス）
- 駐輪・駐車場（隣接の浜北総合体育館とは別）
  - 普通車365台
  - 障害者枠11台
  - 思いやり駐車枠7台
  - 大型車26台
  - 自転車169台
- その他
  - 屋外トイレ:2箇所
  - あずまや:3箇所
  - 掲揚（フラッグ）ポール

## 交通
バス
- 遠鉄バス内野台線「グリーンアリーナ入口」停留所下車 徒歩約1分
- 遠州鉄道浜北駅、遠州小松駅より
  - 浜松バスあらたまの湯線「グリーンアリーナ」停留所下車 徒歩約1分(2本/日のみ立ち寄り)
  - 浜松バスあらたまの湯線「サンストリート浜北」停留所下車 徒歩約5分

車
- 浜松市街より約20分
- 新東名 浜松浜北ICより約10分
- 東名高速 浜松西ICより約15分